# Checkpoint Alpha
Il Checkpoint Alpha (Helmstedt–Marienborn), (in tedesco: Grenzübergangsstelle Marienborn) è stato il più grande e importante passaggio di frontiera tedesco durante la divisione della Germania.

## Storia

### I primi checkpoints
Un posto di blocco fu istituito il 1º luglio 1945, che si trovava sulla linea di demarcazione tra la zona di occupazione inglese e quella sovietica.
Dal 1950 in poi, la Grenspolizei tedesca effettuò il controllo di frontiera sul lato orientale del checkpoint, con l'eccezione dell'esercito sovietico, che ha gestito il traffico militare alleato da e verso Berlino Ovest. A causa delle crescenti tensioni tra gli alleati occidentali e l'Unione Sovietica durante la Guerra Fredda, i valichi di frontiera furono ampiamente estesi negli anni successivi.

### L'espansione del 1972
Tra il 1972 e il 1974, la DDR eresse un nuovo punto di controllo su un campo situato su di una collina vicino a Marienborn.
Gli alleati occidentali mantennero il controllo sul loro posto di blocco sul lato occidentale, con piccole guarnigioni di soldati francesi, inglesi e americani di stanza a Helmstedt.
I controlli restrittivi e la quantità sempre più crescente di traffico ha portato a notevoli tempi di attesa e lunghe fasi di stallo sul lato tedesco-occidentale.
I controlli alle frontiere sono stati sciolti dopo la Riunificazione della Germania alla fine del 1989. La traversata è stata smantellata a mezzanotte del 30 giugno 1990, esattamente 45 anni dopo la sua prima apertura.

## Checkpoint Alpha
Il checkpoint Helmstedt-Marienborn era uno dei tre punti di controllo utilizzati dagli Alleati occidentali. Il suo lato occidentale (nella ex-zona britannica) venne etichettato Checkpoint Alpha, dalla prima lettera dell'alfabeto fonetico NATO. La nomenclatura di "checkpoint", in opposizione al tedesco orientale "Grenzübergangsstelle" (che significa letteralmente "di frontiera") era il modo con cui gli Alleati occidentali non riconoscevano la legittimità della Germania Est come uno stato. Questo cambiò nel 1973 quando la DDR entrò nelle ONU, ma il termine rimase in uso.

## Memoriale
Sulla base degli edifici del vecchio confine tedesco-orientale, la "Deutsche Gedenkstätte Teilung Marienborn" venne aperta il 13 agosto 1996.
Gli edifici tedesco-occidentale vicino a Helmstedt o sono stati abbattuti o sono ora utilizzati per altri scopi.

## Approfondimenti
- Hans-Jürgen Mielke: Die Autobahn Berlin-Helmstedt, Reimer-Verlag 1984, ISBN 3-496-00787-7
- Friedrich Christian Delius and Peter Joachim Lapp, Transit Westberlin. Erlebnisse im Zwischenraum, Berlin: Ch.Links Verlag, 2000. ISBN 3-86153-198-4

## Film
- Halt! Hier Grenze - Auf den Spuren der innerdeutschen Grenze, Documentary, Germany 2005